# Hamodes aurantiaca
Hamodes aurantiaca là một loài bướm đêm trong họ Noctuidae.